# برایتوالتون گرین
برایتوالتون گرین (به انگلیسی: Brightwalton Green) یک روستا در بریتانیا است که در بارکشر غربی واقع شده‌است.